# Районы городов Японии
Городской район в Японии  (яп. 区 ку) — административная единица в пределах главных городах, определённых указом правительства в Японии.
Районы являются единицами местного самоуправления, прямо управляемыми муниципальным правительством. На них возлагаются такие функции, как регистрация косэки, медицинское страхование и налогообложение. Во многих районах есть связанные с ними организации, созданные жителями для выполнения различных задач, но они не имеют властных полномочий.
Деление на современные городские районы появилось в Японии в 1872 году, в рамках административной реформы, образовавшей префектуры.
По состоянию на 2011 год, ку имеются в 19 городах.
23 специальных района Токио имеют квази-муниципальный статус и не являются тем же самым, что другие административные единицы с названием «ку».

## Список районов
| - Тюо-ку (Тиба) - Ханамигава-ку (Тиба) - Инаге-ку, Тиба - Мидори-ку - Михама-ку, Тиба - Вакаба-ку, Тиба - Тюо-ку (Фукуока) - Хаката-ку (Фукуока) - Хигаси-ку (Фукуока) - Дзёнан (Фукуока) - Минами-ку (Фукуока) - Савара-ку (Фукуока) - Ниси-ку (Фукуока) - Хамакита-ку (Хамамацу) - Хигаси-ку (Хамамацу) - Кита-ку (Хамамацу) - Минами-ку (Хамамацу) - Нака-ку (Хамамацу) - Ниси-ку (Хамамацу) - Тенрю-ку (Хамамацу) - Аки (Хиросима) - Асакита (Хиросима) - Асаминами (Хиросима) - Хигаси (Хиросима) - Минами (Хиросима) - Нака (Хиросима) - Ниси (Хиросима) - Саэки (Хиросима) - Асао-ку (Кавасаки) - Кавасаки-ку (Кавасаки) - Миямае-ку (Кавасаки) - Накахара-ку (Кавасаки) - Сайвай-ку (Кавасаки) - Такацу-ку (Кавасаки) - Тама-ку (Кавасаки) - Кокуракита-ку (Китакюсю) - Кокураминами-ку (Китакюсю) - Модзи-ку (Китакюсю) - Тобата-ку (Китакюсю) - Вакамацу-ку (Китакюсю) - Яхатахигаси-ку (Китакюсю) - Яхатаниси-ку (Китакюсю) | - Тюо-ку (Кобе) - Хигасинада-ку (Кобе) - Хёго-ку (Кобе) - Кита-ку (Кобе) - Нада-ку (Кобе) - Нагата-ку (Кобе) - Ниси-ку (Кобе) - Сума-ку (Кобе) - Таруми-ку (Кобе) - Фусими (Киото) - Хигасияма (Киото) - Камигё (Киото) - Кита (Киото) - Минами (Киото) - Накагё (Киото) - Нисикё (Киото) - Сакё (Киото) - Симогё (Киото) - Укё (Киото) - Ямасина (Киото) - Ацута-ку (Нагоя) - Тикуса-ку (Нагоя) - Хигаси-ку (Нагоя) - Кита-ку (Нагоя) - Мейто-ку (Нагоя) - Мидори-ку (Нагоя) - Минами-ку (Нагоя) - Минато-ку (Нагоя) - Мизухо-ку (Нагоя) - Морияма-ку (Нагоя) - Нака-ку (Нагоя) - Накагава-ку (Нагоя) - Накамура-ку (Нагоя) - Ниси-ку (Нагоя) - Сёва-ку (Нагоя) - Тенпаку-ку (Нагоя) - Акиха-ку, Ниигата - Тюо-ку, Ниигата - Хигаси-ку, Ниигата - Кита-ку, Ниигата - Конан-ку, Ниигата - Минами-ку, Ниигата - Ниси-ку, Ниигата - Нисикан-ку, Ниигата | - Хигаси-ку (Окаяма) - Кита-ку (Окаяма) - Минами-ку (Окаяма) - Нака-ку (Окаяма) - Абено-ку (Осака) - Асахи-ку (Осака) - Тюо-ку (Осака) - Фукусима-ку (Осака) - Хигасинари-ку (Осака) - Хигасисумиёси-ку (Осака) - Хигасиёдогава-ку (Осака) - Хирано-ку (Осака) - Икуно-ку (Осака) - Йото-ку (Осака) - Кита-ку (Осака) - Конохана-ку (Осака) - Минато-ку (Осака) - Миякодзима-ку (Осака) - Нанива-ку (Осака) - Ниси-ку (Осака) - Нисинари-ку (Осака) - Нисиёдогава-ку (Осака) - Суминое-ку (Осака) - Сумиёси-ку (Осака) - Тайсё-ку (Осака) - Цуруми-ку (Осака) - Йодогава-ку (Осака) - Тюо-ку (Сагамихара) - Мидори-ку (Сагамихара) - Минами-ку (Сагамихара) - Тюо-ку (Сайтама) - Ивацуки-ку (Сайтама) - Кита-ку (Сайтама) - Мидори-ку (Сайтама) - Минами-ку (Сайтама) - Минума-ку (Сайтама) - Ниси-ку (Сайтама) - Омия-ку (Сайтама) - Сакура-ку (Сайтама) - Урава-ку (Сайтама) | - Хигаси-ку (Сакай) - Кита-ку (Сакай) - Михара-ку (Сакай) - Минами-ку (Сакай) - Нака-ку (Сакай) - Ниси-ку (Сакай) - Сакай-ку (Сакай) - Ацубецу-ку (Саппоро) - Тюо-ку (Саппоро) - Хигаси-ку (Саппоро) - Кита-ку (Саппоро) - Киёта-ку (Саппоро) - Минами-ку (Саппоро) - Ниси-ку (Саппоро) - Сироси-ку (Саппоро) - Теине-ку (Саппоро) - Тоёхира-ку (Саппоро) - Аоба-ку - Изуми-ку - Миягино-ку - Таихаку-ку - Вакабаяси-ку - Аой-ку (Сидзуока) - Симидзу-ку (Сидзуока) - Суруга-ку (Сидзуока) - Аоба (Иокогама) - Асахи (Иокогама) - Ходогая (Иокогама) - Исого (Иокогама) - Идзуми (Иокогама) - Канагава (Иокогама) - Канадзава (Иокогама) - Кохоку (Иокогама) - Конан (Иокогама) - Мидори (Иокогама) - Минами (Иокогама) - Нака (Иокогама) - Сакае (Иокогама) - Сея (Иокогама) - Тоцука (Иокогама) - Цуруми (Иокогама) - Цузуки (Иокогама) |